# 北海坑道 (南竿鄉)
南竿北海坑道（福州語平話字：Nàng-găng Báe̤k-hāi kăng-dô̤），又稱南竿42據點，是位於中華民國福建省連江縣南竿鄉仁愛村和梅石村之間的一條隧道，過去為陸軍馬祖防衛指揮部因戰略因素興建，專供游擊戰艇停泊使用的地下碼頭。隧道從鐵板海岸線一直延伸到井字形交錯的水道，成為馬祖地區的特殊戰地景觀。。

## 歷史

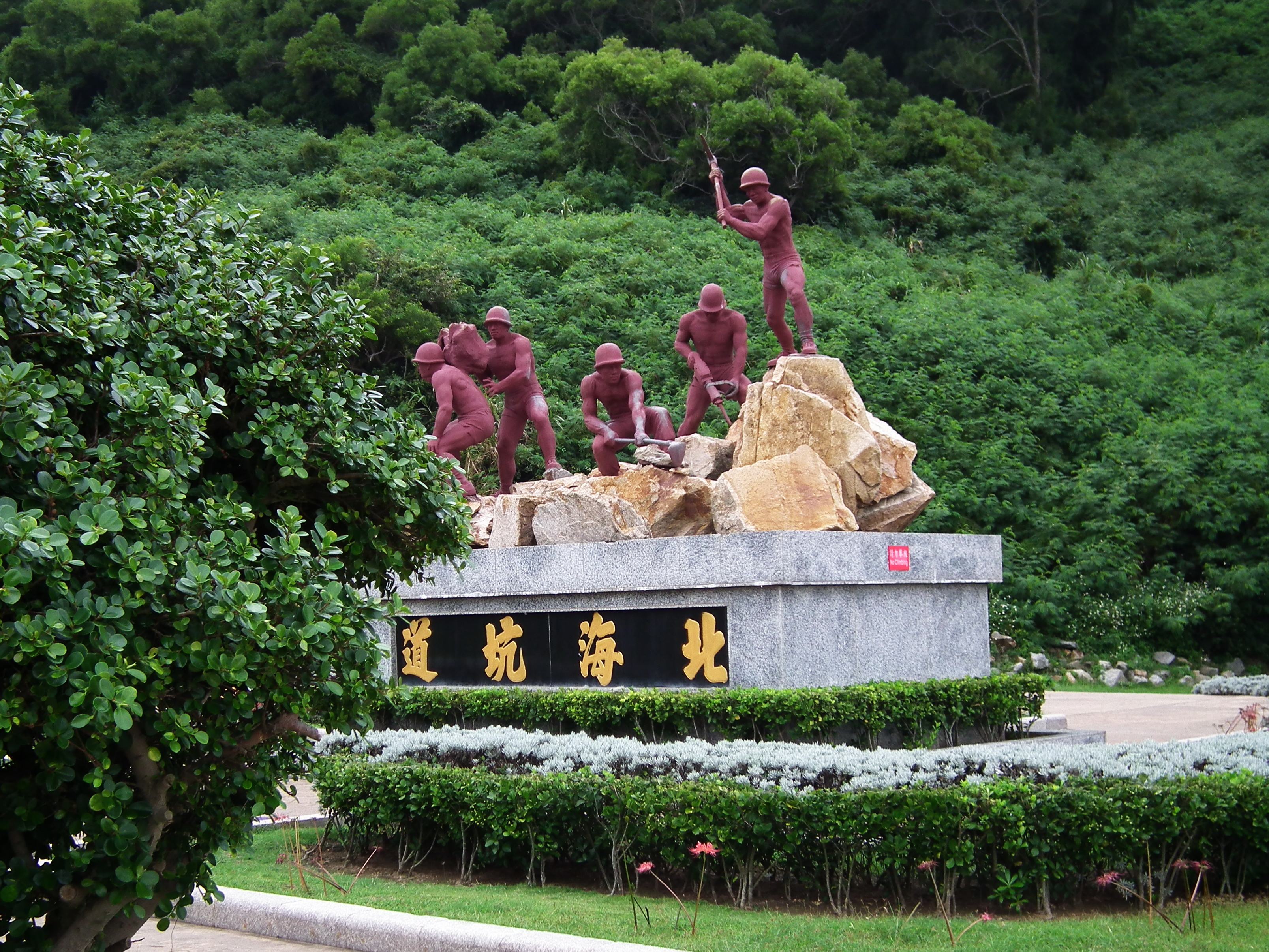
北海坑道入口的軍人銅像

1958年第二次台海危機後，為避免惡劣天氣和解放軍襲擊，根據連江縣志續修初稿兵事志中，「馬祖小艇坑道案」工程始於1965年馬防部司令官雷開瑄的建議，但參謀總長黎玉璽呈蔣中正總統批示為「緩辦」。後因文化大革命造成台海情勢動盪，因戰略任務需要，1969年1月，國防部批准於雷開瑄司令官任內，分別在南竿、北竿、東引、西莒開鑿小艇坑道。以用於停泊機械化登陸艇與游擊戰艇，好方便軍方人員進行物資卸載，西莒工程後因發生塌方，造成充員兵死傷17人，因安全堪慮停工。
1969年1月，經簽奉蔣中正總統指示後，將馬祖小艇坑道案定名為北海案，並列為第一優先構建設施，國軍動員全島二師、三步兵營、一工兵營和一傾卸車連，編成3組，總約7萬人士兵興建北海坑道，預算為3,600萬餘元。其中位於南竿的工程由陸軍第26師採24小時三班制施工，翌年26師輪調返台後，任務交由步兵84師接替，共耗時約820天興建，大部分為人力一鑿一斧，使用十字鎬、圓鍬、畚箕等工具挖掘花崗岩，少量使用空壓機或雷管爆破炸藥，不過這也導致部分工人在施工過程喪生，最終南竿北海坑道工程於1971年5月29日完工當時坑道共可容納120艘小型海軍艦艇，不過落成不久後，由於馬祖海域潮差極大，導致坑道內的船隻出入困難，後經同年7－8月受娜定颱風和貝絲颱風襲擊南竿影響下，導致坑道設施毀損嚴重，因此封閉停用。
1990年，北海坑道重新開放闢為軍民休閒場所，在1992年終止金馬地區戰地政務後，2000年，北海坑道由交通部觀光局馬祖國家風景區管理處取得撥用經營。經過改建並對外開放。，近年在經過積極推動，除在坑道提供舢舨與獨木舟，令遊客能夠藉由船夫解說繞行坑道，更成為馬祖著名的藍眼淚觀賞地點，目前坑道入口設有軍人銅像與展示區，以紀念過去開鑿隧道犧牲的軍人。

## 結構
北海坑道步道全長700公尺。構成坑道主要岩體為花崗岩，並設有一條高18公尺，寬10公尺，長640公尺的水道。隧道內海水在退潮時深達4公尺，在漲潮時深達8公尺。，坑道開鑿成井字型，利用馬祖花崗岩地質堅硬的特性，能夠提供極佳的保護，另設有兩個通向外海的水道，現以封閉。
因現場潮汐影響，北海坑道開放的時間有所不同，須配合潮汐漲退才能進入參觀，夜間參觀採預約制。

## 外部連結
- 南竿北海坑道 - 馬祖國家風景區 （页面存档备份，存于）